# Sol Metzger
Sol S. Metzger (Bedford, Pennsylvania, 1880. december 29. – Ventnor City, New Jersey, 1932. január 18.) amerikai amerikaifutball-játékos, valamint amerikaifutball- és kosárlabdaedző, atlétikai igazgató. 1920–1921-ben a South Carolina Gamecocks kosárlabdaedzője, 1920 és 1924 között pedig amerikaifutball-edzője, valamint atlétikai igazgatója volt.

## Fiatalkora
Édesapja Sol Metzger polgárháborús veterán, édesanyja Margaret Andrews; három fiú- és két lánytestvére született. A Bedford Academyre, majd 1899-ig a massachusettsi Phillips Academyre járt, ahol az atlétikacsapat tagja volt.

## Játékosként
1903-ban a Pennsylvaniai Egyetemen építészeti alapdiplomát (BArch) szerzett. A Fí Kappa Pszí diákszövetség és a Szfinx Társaság tagja, emellett a The Red and Blue hallgatói napilap ügyvezetője, valamint az evezősök edzője volt. Másodéves korától az amerikaifutball-csapat endjeként és quarterbackjeként játszott.
1901-ben tartalékos volt. A rossz eredmények miatt George W. Woodruff edző lemondott; játékosai kérték újra állományba helyezését, de ez nem történt meg. 1903-ban Metzger csapatkapitány lett.

## Edzőként

### Baylor Bears
Diplomaszerzését követően az 1904-es szezonban a Baylor Bears vezetőedzője volt, ahol 2–5–1-es eredményt ért el.

### Penn Quakers
1908-ban Carl Williams utódjaként a Penn Quakers vezetőedzőjének nevezték ki. 11–0–1-es eredményükkel bajnoki címet nyertek. A bajnoki mérkőzéseken elért 215–18-as eredménysorozatuk legrosszabb játéka a Carlisle Indians elleni 6–6-os döntetlen volt. A szezon legjobb játékosai Bill Hollenback halfback és Hunter Scarlett end voltak.

### Oregon Agricultural Aggies
1909-ben az Oregon Agricultural Aggies vezetőedzője volt. A szezon során fegyelmi vétség miatt kirúgta Carl Wolff csapatkapitányt.

### West Virginia Mountaineers
1914–1915-ben Edwin Sweetland utódjaként a West Virginia Mountaineers vezetőedzője volt, ahol 10–6–1-es eredményt ért el. Az országosan ismert edző felvétele lenyugtatta a hallgatókat; olyan játékosokat csábított a csapathoz, mint Ira Rodgers vagy Russ Bailey. Ő alkalmazta először a sorfal mögött álló játékosnak adott dobott rövid passzt.
Első szezonjában 5–4-es eredményt ért el; edzőségét egy autóbalesetben elszenvedett lábtörés miatt fel kellett függesztenie. 1915-ben 5–2–1-es eredményt értek el; Metzger a következő szezonban is maradhatott volna, de a Washington & Jefferson Presidentshez távozott.

#### A Marshall Thundering Herd elleni mérkőzés
1915-ben a Marshall Thundering Herd elleni mérkőzés előtt Metzger azt nyilatkozta, hogy ha az ellenfél nyer, „megeszi a kalapját”. A mérkőzést a Mountaineers nyerte 92–6-ra; hogy pontot szerezzenek, Boyd Chambers, az ellenfél edzője új taktikát alkalmazott. Brad Workman magas passzát elkapva Dayton Carter túlsétált a gólvonalon; ugyan Metzger a pontszerzést vitatta, a bíró nem észlelt szabálytalanságot. A következő nap a Huntington Herald Dispatch cikkében szinte csak a Thundering Herd technikájáról esett szó, a Mountaineers eredményéről nem. Metzger panaszt tett az amerikaifutball-szabályokért felelős Walter Campnél, aki a mérkőzés eredményét helyben hagyta, de a passztechnika további alkalmazását megtiltotta.

### Washington & Jefferson Red and Black
1916-ban Robert Folwell utódjaként a Washington & Jefferson Red and Black vezetőedzője lett. Első szezonjában két játékos, Nuss és Ruble lesérült, Fain, Whitehill és Nall pedig rossz tanulmányi átlaguk miatt nem játszhattak. A Washington and Lee Generals elleni mérkőzésen Billy Shields center bokája megsérült és az év hátralévő részében nem léphetett pályára. A szezon utolsó játéka előtt Metzger ptomainmérgezést kapott. A csapat tagjai országos átlagban a legfiatalabbaknak (átlagosan 20 év) és legkönnyebbeknek (átlagosan 77 kg) számítottak. Végső eredményük 8–2 lett.
Az 1917-es szezonban 7–13-as eredményt értek el; a csapatot az All-America-kitüntetett Pete Henry és a dicsőségcsarnok tagjának választott Edgar Garbisch vezették. A szezont követően több játékos is a háborúban szolgált. Ugyan az egyetem vezetése nem volt elégedett Metzger teljesítményével, 1918-ban edző maradhatott. Mivel lábsérülései miatt nem sorozhatták be, a Camp Dix-beli YMCA atlétikai igazgatójaként a katonák számára sportversenyeket szervezett.

### Union Garnet Chargers
1919-ben a New York állambeli Union College testnevelésért felelős igazgatója lett; feladatai közé tartozott az amerikaifutball-csapat edzése, illetve az atlétika-, baseball- és kosárlabdacsapatok fejlesztése. A többi egyetemtől eltérően a Union Garnet Chargers sporttevékenységét az első világháború idejére nem függesztették fel.

### South Carolina Gamecocks
Edzőként utolsó munkahelye a South Carolina Gamecocks volt, ahol 1920 és 1924 között az egyesület atlétikai igazgatója, valamint az amerikaifutball-csapat vezetőedzője, 1920–1921-ben pedig kosárlabdaedző volt.

## Újságíróként
Edzősége alatt újságok és magazinok (például Outing, Collier’s és The Saturday Evening Post) számára írt sporttal és vadászattal-halászattal kapcsolatos cikkeket, melyeket gyakran saját rajzaival illusztrált. Touchdown Secrets néven több újságban is saját rovata volt, emellett cikkírói szervezetet hozott létre.
Az első világháború kezdetekor sokan megkérdőjelezték az egyetemi sportcsapatok létjogosultságát. Metzger több újságban is amellett érvelt, hogy a sportolók a többi hallgatónál nagyobb arányban vonulnak be a seregbe, emellett a The New York Timesban kifejtette, hogy a sportolást hazafias cselekedetnek tartja.

## Halála
Visszavonulása után Atlantic Citybe költözött. 1932. január 18-án hunyt el egy műtétet követően kialakult orbánc miatt.

## Családja
New Yorkban feleségül vette Mae Oakley-t; három gyermekük (John, Robert és Joy) született.

## Művei
- Putting Analyzed. (angolul) New York: Doran. 1929.
- Sol Metzger – Grantland Rice: How To Play Golf. (angolul)  ISBN 1-4325-9010-3
- How to Watch Football. (angolul) Robbinsdale (Minnesota): Fawcett Publications. 1931.

## Eredményei vezetőedzőként
| Év                                                                  | Eredmény                 | Eredmény                 | Helyezés                 |
| Év                                                                  | Összesített              | Konferencia              | Helyezés                 |
| Baylor Bears (Független)                                            | Baylor Bears (Független) | Baylor Bears (Független) | Baylor Bears (Független) |
| ------------------------------------------------------------------- | ------------------------ | ------------------------ | ------------------------ |
| 1904                                                                | 2–5–1                    | –                        | –                        |
| Baylor:                                                             | 2–5–1                    | –                        | –                        |
| Penn Quakers (Független)                                            |                          |                          |                          |
| 1908                                                                | 11–0–1                   | –                        | –                        |
| Penn:                                                               | 11–0–1                   | –                        | –                        |
| Oregon Agricultural Aggies (Northwest Conference)                   |                          |                          |                          |
| 1909                                                                | 4–2–1                    | 1–2                      | 4.                       |
| Oregon Agricultural:                                                | 4–2–1                    | 1–2                      | –                        |
| West Virginia Mountaineers (Független)                              |                          |                          |                          |
| 1914                                                                | 5–4                      | –                        | –                        |
| 1915                                                                | 5–2–1                    | –                        | –                        |
| West Virginia:                                                      | 10–6–1                   | –                        | –                        |
| Washington & Jefferson Red & Black (Független)                      |                          |                          |                          |
| 1916                                                                | 8–2                      | –                        | –                        |
| 1917                                                                | 7–3                      | –                        | –                        |
| Washington & Jefferson:                                             | 15–5                     | –                        | –                        |
| Camp Dix (Független)                                                |                          |                          |                          |
| 1918                                                                | 1–2–2                    | –                        | –                        |
| Camp Dix:                                                           | 1–2–2                    | –                        | –                        |
| Union Garnet (Független)                                            |                          |                          |                          |
| 1919                                                                | 1–5–2                    | –                        | –                        |
| Union:                                                              | 1–5–2                    | –                        | –                        |
| South Carolina Gamecocks (Southern Collegiate Athletic Association) |                          |                          |                          |
| 1920                                                                | 5–4                      | 3–1                      | T-6.                     |
| 1921                                                                | 5–1–2                    | 2–1–1                    | T-10.                    |
| South Carolina Gamecocks (Southern Conference)                      |                          |                          |                          |
| 1922                                                                | 5–4                      | 0–2                      | T-18.                    |
| 1923                                                                | 4–6                      | 0–4                      | T-19.                    |
| 1924                                                                | 7–3                      | 3–2                      | T-6.                     |
| South Carolina:                                                     | 26–18–2                  | 8–10–1                   | –                        |
| Összesen:                                                           | 70–43–10                 | –                        | –                        |
| Jelmagyarázat: Országos bajnok                                      |                          |                          |                          |

## Fordítás
- Ez a szócikk részben vagy egészben  a   Sol Metzger című angol Wikipédia-szócikk ezen változatának fordításán alapul.  Az eredeti cikk szerkesztőit annak laptörténete sorolja fel. Ez a jelzés csupán a megfogalmazás eredetét és a szerzői jogokat jelzi, nem szolgál a cikkben szereplő információk forrásmegjelöléseként.